# Énergie au Venezuela
Le secteur de l'énergie au Venezuela est dominé par le pétrole qui fournit 68 % de la production d'énergie primaire et 33 % de la consommation d'énergie primaire du pays en 2021, et le gaz naturel : 21 % de la production et 42 % de la consommation ; l'hydroélectricité couvre 24 % de la consommation.
Le Venezuela dispose de vastes réserves de pétrole, les plus importantes au monde : 18,7 % des réserves mondiales, mais elles sont constituées à 88 % de sables bitumineux, d'exploitation difficile et coûteuse ; le pays était en 2023 le 22e producteur mondial de pétrole.
La part de l'électricité dans la consommation d'énergie finale du Venezuela était de 39 % en 2021. Les centrales hydroélectriques produisaient 79,5 % de l'électricité du pays en 2021 ; leur production se classait en 2023 au 11e rang mondial. Le gaz naturel produisait 14 % de l'électricité du pays en 2021 et le pétrole 6 %.
La consommation d'énergie primaire du Venezuela en 2023 est supérieure de 14 % à la moyenne mondiale et de 37 % à celle du Brésil, mais inférieure de 34 % à celle de la France.
Ses émissions de CO2 dues à la combustion par habitant étaient en 2022 inférieures de 48 % à la moyenne mondiale et de 46 % à celle de la France.

## Vue d'ensemble
| Principaux indicateurs de l'énergie au Venezuela                                                                                               | Principaux indicateurs de l'énergie au Venezuela | Principaux indicateurs de l'énergie au Venezuela | Principaux indicateurs de l'énergie au Venezuela | Principaux indicateurs de l'énergie au Venezuela | Principaux indicateurs de l'énergie au Venezuela | Principaux indicateurs de l'énergie au Venezuela |
| --- | ------------------------------------------------ | ------------------------------------------------ | ------------------------------------------------ | ------------------------------------------------ | ------------------------------------------------ | ------------------------------------------------ |
| | Population                                       | Consom. énergie primaire                         | Production                                       | Exportation nette                                | Consom. élect.*                                  | Émissions GHG**                                  |
| Année | Million                                          | PJ                                               | PJ                                               | PJ                                               | TWh                                              | Mt CO2éq                                         |
| 1990 | 19,86                                            | 1 658                                            | 6 064                                            | 4 267                                            | 48,64                                            | 94,8                                             |
| 2000 | 24,43                                            | 2 456                                            | 9 182                                            | 6 634                                            | 64,54                                            | 122,8                                            |
| 2010 | 28,72                                            | 3 162                                            | 8 423                                            | 5 275                                            | 90,42                                            | 157,6                                            |
| 2015 | 30,53                                            | 2 676                                            | 7 708                                            | 5 001                                            | 81,46                                            | 142,5                                            |
| 2016 | 30,74                                            | 2 450                                            | 7 081                                            | 4 608                                            | 73,35                                            | 130,5                                            |
| 2017 | 30,56                                            | 2 302                                            | 6 240                                            | 3 916                                            | 70,49                                            | 124,9                                            |
| 2018 | 29,83                                            | 1 833                                            | 4 908                                            | 3 054                                            | 67,75                                            | 111,3                                            |
| 2019 | 28,97                                            | 1 631                                            | 3 546                                            | 1 901                                            | 57,84                                            | 91,5                                             |
| 2020 | 28,49                                            | 1 294                                            | 2 427                                            | 1 126                                            | 54,36                                            | 50,8                                             |
| 2021 | 28,20                                            | 1 283                                            | 2 459                                            | 1 167                                            | 56,66                                            | 49,4                                             |
| variation 1990-2021 | +42 %                                            | -23 %                                            | -59 %                                            | -73 %                                            | +16 %                                            | -48 %                                            |
| * consommation brute d'électricité = production+importations-exportations-pertes en ligne ** émissions de gaz à effet de serre par combustion. |                                                  |                                                  |                                                  |                                                  |                                                  |                                                  |

## Production d'énergie primaire
Le Venezuela a produit 2 459 PJ d'énergies primaires en 2021, soit 192 % de ses besoins ; 54 % de la production est exportée. Cette production se décompose en 90 % de combustibles fossiles (pétrole : 68,3 %, gaz naturel : 21,3 %, charbon : 0,3 %) et 10 % d'énergies renouvelables (hydroélectricité : 9,6 %, biomasse et déchets : 0,5 %, éolien et solaire : 0,01 %). De 1990 à 2021, la production a reculé de 59 %, en particulier celle du pétrole : -67 %, mais celle de l'hydraulique a progressé de 78 %.

### Pétrole
Le Venezuela est un membre fondateur de l'OPEP.
La caractéristique principale du pétrole vénézuélien est d'être un pétrole lourd dont l'extraction et le raffinage engendrent des coûts plus élevés que le pétrole léger présent notamment au Moyen-Orient.
Le Venezuela a nationalisé son industrie pétrolière et gazière en 1976, créant Petroleos de Venezuela S.A. (PDVSA), entreprise publique entièrement contrôlée par l'État. PDVSA est le plus gros employeur du pays et contribue largement à son PIB et à ses exportations. Pendant les années 1990, le gouvernement avait commencé à libéraliser le secteur, mais depuis l'élection de Hugo Chávez en 1999, l'intervention de l'État dans le secteur a au contraire été accrue : la Constitution de 1999 établit que l'entreprise ne pourra être privatisée et gardera le monopole des hydrocarbures se trouvant dans le sous-sol vénézuélien ; les taxes et royalties ont été accrues. En 2002, près de la moitié des employés de PDVSA se mirent en grève pour protester contre la politique du Président Chavez ; PDVSA licencia 18000 travailleurs et remania son organisation interne pour renforcer le contrôle gouvernemental. En 2006, Chavez acheva la mise en œuvre de la nationalisation en exigeant la renégociation d'une part minimale de 60 % pour PDVSA dans tous les projets. Seize firmes, dont Chevron, ExxonMobil et Shell, se conformèrent à cette nouvelle règle, tandis que Total et ENI furent reprises par la contrainte. Après le décès de Chavez, le président Nicolás Maduro poursuivit la politique de Chavez. Le Venezuela sollicite l'investissement de compagnies étrangères dans des coentreprises afin de compenser le déclin de la production.

#### Réserves de pétrole

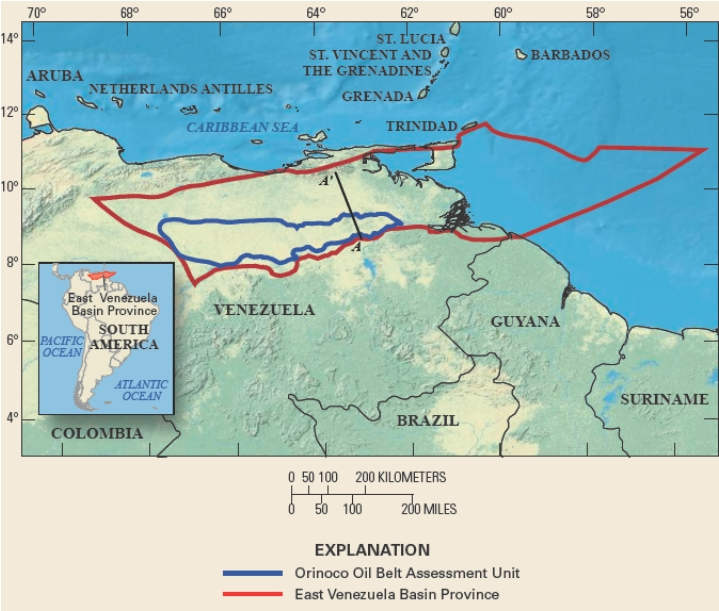
Carte du gisement de sables bitumineux de l'Orénoque.

Les réserves prouvées de pétrole du Venezuela étaient estimées par l'Agence fédérale allemande pour les sciences de la terre et les matières premières (BGR) à 47,4 Gt (milliards de tonnes) fin 2022, soit 18,7 % des réserves mondiales, au 1er rang mondial, devant l'Arabie saoudite (15,3 %), l'Iran (11,2 %) et le Canada (10,2 %). Elles se décomposent en 5,5 Gt de pétrole conventionnel (11,6 %) et 41,9 Gt de schistes bitumineux (88,4 %), dont l'exploitation est malaisée et très polluante. Elles représentaient 1270 années de production au rythme de 2022 : 37,3 Mt. Elles ont été réévaluées en hausse de 49 % depuis 2010, mais les réserves conventionnelles ont été revues en baisse de 48 %. BGR estime les ressources potentielles supplémentaires à 46,8 Gt, au 3e rang mondial, dont 3 Gt de pétrole conventionnel, 1,8 Gt de pétrole de schiste et 42 Gt de pétrole ultra-lourd.
Selon l'EIA, le Venezuela avait 294 milliards de barils de réserves prouvées en 2014, au 1er rang mondial ; la majeure partie de ces réserves sont du pétrole ultra-lourd du bassin de l'Orénoque : 220,5 milliards de barils.
D'après une étude publiée en 2009 par le U.S. Geological Survey, l'estimation moyenne des ressources pétrolières récupérables de la Ceinture de l'Orénoque est de 513 milliards de barils de brut. La région de l'Orénoque est divisée en quatre zones d'exploration : Boyaca, Junin, Ayachucho et Carabobo, subdivisées en 36 blocs ; les firmes étrangères peuvent investir, mais en laissant au moins 60 % du capital à PDVSA ; les principaux partenaires sont BP, Chevron, China National Petroleum Corporation, ENI, Petrobras, Statoil et Total.

#### Production de pétrole
En 2023, le Venezuela a produit 853 kb/j (milliers de barils par jour) de pétrole, soit43,7 Mt (millions de tonnes), en hausse de 16,6 % en 2023, mais en recul de 68 % depuis 2013. Il se classe au 22e rang mondial avec 1,0 % de la production mondiale.
Selon les estimations de l'EIA, le Venezuela produisait 2,63 millions de barils par jour en 2014, alors que sa production avait culminé à 3,5 millions de barils par jour en 1997 ; ce déclin est surtout dû à la perte d'expertise technique à la suite des licenciements qui ont suivi le grève de 2002-03, ainsi qu'au détournement des recettes vers des programmes sociaux plutôt que vers leur réinvestissement dans la production. Malgré ce déclin, le Venezuela restait en 2014 au 12e rang mondial des producteurs de pétrole et au 5e rang en Amérique. Les estimations de sa production varient selon les sources, en partie du fait de différences méthodologiques : certains analystes comptent directement l'huile extra-lourde extraite du bassin de l'Orénoque comme une partie de la production de brut, alors que d'autres (dont l'EIA) la comptent comme du brut de synthèse amélioré, dont le volume est inférieur d'environ 10 % à celui de la matière première extra-lourde. Le brut vénézuélien conventionnel lui-même est lourd et acide au regard de la norme internationale ; de ce fait, la majeure partie de la production doit être traitée par des raffineries spécialisées, au Venezuela ou à l'étranger. La zone pétrolière la plus productive du pays est le bassin de Maracaibo, qui recèle un peu moins de la moitié de la production nationale ; la plupart des champs pétroliers du Venezuela sont matures et nécessitent des investissements lourds pour maintenir leur capacité.
Bien que le Venezuela ait attiré de nombreux investissements étrangers dans l'exploitation de la Ceinture de l'Orénoque, la production de cette région a ralenti du fait du manque de réinvestissement dans les infrastructures nécessaires pour maintenir l'exploitation. Les bruts extra-lourds et bitumes de l'Orénoque requièrent soit leur mélange avec des bruts plus légers, soit l'utilisation d'usines de conversion pour adapter le produit au marché. PDVSA prévoit de développer et améliorer ces usines, mais manque d'autofinancement et est à la recherche de financements de 23 milliards de dollars de partenaires étrangers.

### Gaz naturel

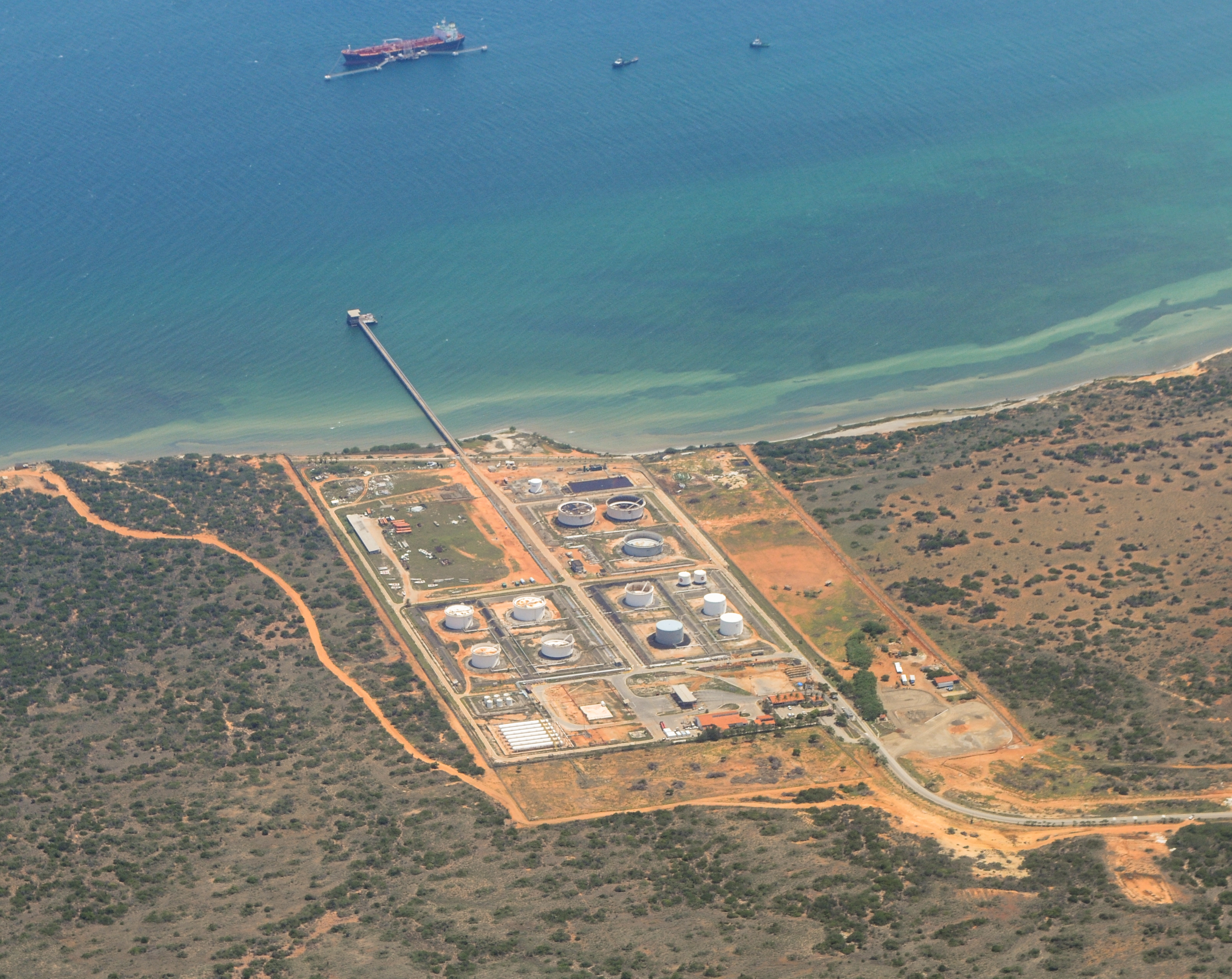
Terminal gazier de Nueva Esparta (PDVSA Gas).

#### Réserves de gaz naturel
Les réserves prouvées de gaz naturel du Venezuela étaient estimées par l'Agence fédérale allemande pour les sciences de la terre et les matières premières (BGR) à 5 542 Gm3 (milliards de m³) fin 2022, soit 2,6 % du total mondial  au 10e rang mondial, loin derrière la Russie (22,7 %), l'Iran (16,1 %) et le Qatar (11,3 %). Elles ont été réévaluées en hausse de 9 % depuis 2010. Elles représentent 342 années de production au rythme de 2022 : 16,2 Gm3. BGR estime les ressources potentielles supplémentaires à 7 130 Gm3 (16e rang mondial), dont 2 400 Gm3 de pétrole conventionnel et 4 730 Gm3 de gaz de schiste.

#### Production de gaz naturel
En 2023, le Venezuela a produit 29,7 Gm3 (milliards de m³) de gaz naturel, soit 1,07 EJ (exajoules), en recul de 23 % par rapport au pic de 2017. Il représente 0,7 % de la production mondiale.
En 2014, le pays a produit 773 Tcf (milliards de pieds cubes) de gaz naturel et en a consommé 838 Tcf ; l'industrie pétrolière a consommé 35 % de la production brute de gaz naturel, pour l'essentiel sous la forme de ré-injection afin d'assister l'extraction de pétrole ; du fait du déclin de la production des champs pétrolifères matures, l'utilisation de gaz naturel pour accroître la récupération du pétrole a augmenté de 29 % depuis 2005 ; pour satisfaire la demande croissante de l'industrie, le Venezuela importe du gaz de Colombie ; le gouvernement attribue une haute priorité au développement de la production nationale de gaz naturel, non seulement pour l'industrie, mais aussi pour les marchés résidentiel et commercial, et investit dans les infrastructures gazières dans ce but.
En 1999, le Venezuela a adopté la Loi sur les Hydrocarbures Gazeux dans le but de diversifier l'économie en facilitant le développement de la production et de l'utilisation du gaz naturel ; les opérateurs sont autorisés à posséder 100 % des projets gaziers non associés au pétrole, contrairement aux règles en vigueur dans le secteur pétrolier ; les royalties et les taux des taxes sont plus bas que pour les activités pétrolières ; la loi donne à PdVSA le droit d'acquérir 35 % de tout projet lorsqu'il passe au stade commercial.
PdVSA est le principal producteur et distributeur de gaz naturel du pays ; plusieurs compagnies privées opèrent également dans ce secteur, en particulier Repsol-YPF, Chevron et Statoil.
Les réserves de gaz naturel du Venezuela sont à 90 % associées aux gisements de pétrole ; bien que le gouvernement ait projeté d'accroître la production de gaz naturel non associé, surtout par le développement des réserves offshore, ces plans ont pris du retard par manque de financement ; à terre, PdVSA s'efforce d'accroître la production des sites existants, dont les champs d'Anaco, Barrancas et Yucal Placer ; en mer, PdVSA a attribué des blocs d'exploration à des compagnies internationales, dont Total, Statoil et Chevron, dans les zones de Plataforma Deltana, Marsical Sucre et Blanquilla-Tortuga au large de la côte nord-est ; des blocs d'exploration ont été attribués à Gazprom et Chevron pour développer un potentiel de 26 Tcf dans le golfe du Venezuela au nord-ouest. Repsol-YPF et ENI ont découvert un gisement de 6  à   8 Tcf dans le champ Perla du golfe du Venezuela, une des plus importantes découvertes gazières de l'histoire du pays, dont la production a commencé en juillet 2015, atteignant 150 Mcf/j (millions de pieds cubes par jour), avec une prévision de 450 Mcf/j pour fin 2015. PdVSA a découvert un champ de 7,7 Tcf à Tia Juana Lago dans le sud. Pour l'offshore, la contribution des partenaires étrangers sera capitale, PdVSA n'ayant pas d'expérience dans la production de gaz non-associé : sa récente tentative d'exploitation en offshore s'est soldée par le naufrage de l'installation de forage semi-submersible Alban Pearl en mai 2010.

#### Infrastructures de transport
Le Venezuela a étendu son réseau de transport de gaz naturel de 2 750 miles avec le système Interconnection Centro Occidente (ICO) de 190 miles et 520 Mcf/j (millions de pieds cubes par jour), qui relie les parties est et ouest du pays, rendant le gaz naturel plus aisément disponible pour les consommateurs et pour la ré-injection dans les champs pétroliers de l'ouest ; le projet de gazoduc SinorGas de 300 miles transportera la production offshore vers le réseau national via Sucre et Anzoategui. En 2008, le gazoduc trans-caribéen (gazoduc Antonio Ricaurte) a été mis en service, reliant le Venezuela à la Colombie ; il permet à la Colombie d'exporter 80 à 150 Mcf/j de gaz naturel ; il était prévu d'inverser ultérieurement le flux, le Venezuela exportant 140 Mcf/j vers la Colombie, mais des difficultés de développement des gisements ont obligé le Venezuela à continuer à importer ; en 2014, le gouvernement colombien a suspendu ses exportations à cause de la sécheresse qui vidait ses barrages, reprenant ses exportations fin 2014 à un niveau plus bas ; en juin 2015, PDVSA envisageait de ne pas renouveler le contrat.

## Raffinage

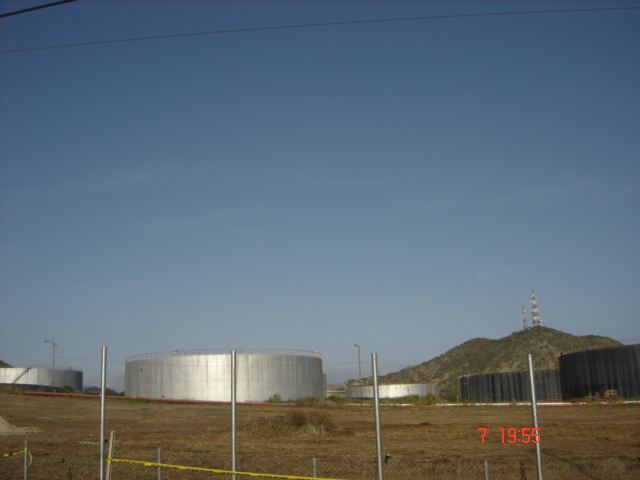
Raffinerie de Puerto La Cruz dans l'État d'Anzoátegui.

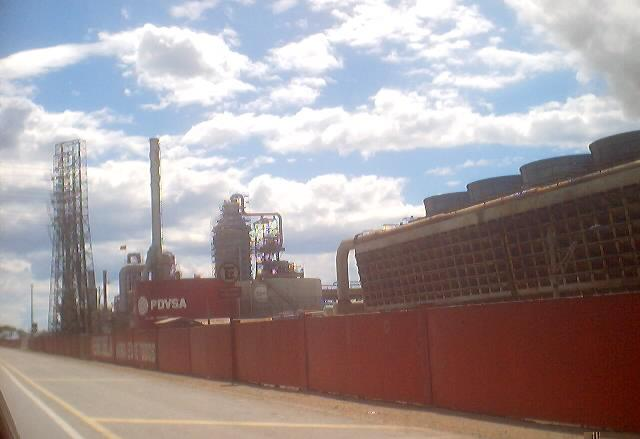
Raffinerie d'El Palito dans l'État de Carabobo.

D'après l'Oil and Gas Journal (OGJ), la capacité de raffinage du Venezuela s'élevait en 2014 à 1,3 Mbbl/j (million de bbl/j) exploitée exclusivement par PdVSA. Les principales raffineries sont :
- le complexe de raffinage de Paraguaná (955 kbbl/j), le second plus important au monde,
- la raffinerie de Puerto La Cruz (155 kbbl/j), dans l'état de Falcón
- la raffinerie d'El Palito (126,9 kbbl/j), dans l'état de Carabobo
- la raffinerie de San Roque (5,2 kbbl/j).

Les capacités réelles sont largement inférieures à ces capacités nominales, faute d'investissements dans la maintenance : l'incendie d'Amuay en août 2012 causa plus de 40 morts et réduisit la production du complexe de raffinage de la péninsule de Paraguaná, qui comprend les raffineries d'Amuay et de Cardón, à près de 50 % de sa capacité nominale. 
PdVSA et sa filiale à 100 % CITGO contrôlent au total 2,6 Mbbl/j de capacités de raffinage, dont la moitié à l'étranger :
- 33 % aux États-Unis : trois raffineries de CITGO (764 kbbl/j), dont deux sur la côte du Golfe du Mexique : Lake Charles en Louisiane et Corpus Christi au Texas, et celle de Lemont en Illinois ; les deux premières traitent surtout du brut vénézuélien dans le cadre de contrats à long terme ;
- 17 % dans des raffineries caribéennes ;
- 1 % en Europe (50 % du capital de Nynas AB).

## Exportations

### Exportations de pétrole
Le Venezuela était en 2015 le 8e exportateur mondial de pétrole avec 4 520 PJ et le 2e de l'hémisphère occidental après le Canada, mais en 2021 il ne fait plus partie des grands exportateurs, ses exportations s'étant réduites à 1 176 PJ. Elles ont chuté de 79 % depuis le pic de 5 674 PJ atteint en 1997. Le Venezuela a aussi exporté 137 PJ de produits pétroliers (1 670 PJ en 1997) et en a importé 72 PJ, ainsi que 80 PJ de brut.
Une large part des exportations va aux États-Unis du fait de l'avantage économique lié à la proximité ainsi que de la capacité des raffineries américaines de la côte du Golfe du Mexique à traiter le pétrole lourd. Le Venezuela était en 2014 le 4e fournisseur de pétrole brut des États-Unis derrière le Canada, l'Arabie saoudite et le Mexique ; en 2014, elles se sont élevées à 789 kbbl/j, dont 733 kbbl/j de pétrole brut et 56 kbbl/j de produits pétroliers ; mais les exportations pétrolières vénézuéliennes vers les États-Unis déclinent : elles ont reculé de 30 % depuis 10 ans. Les importations des États-Unis depuis les Îles Vierges, presque exclusivement issues du raffinage de pétrole vénézuélien, étaient autrefois comptées comme des exportations du Venezuela, mais depuis la fermeture de la raffinerie Hovensa des Îles Vierges en 2012, ce flux d'exportation indirecte a disparu.
Après déduction des exportations vers le Venezuela, les importations nettes des États-Unis depuis le Venezuela s'élevaient en 2014 à 713 kbbl/j (brut + produits raffinés) : depuis le pic de 1 800 kbbl/j atteint en 1997, ces importations ont chuté de 60 %.
Les importations de produits pétroliers du Venezuela depuis les États-Unis ont fortement progressé à cause du manque d'investissement dans la maintenance des raffineries vénézuéliennes : elles sont passées en dix ans de 14 kbbl/j à 76 kbbl/j, dont plus de 40 % sont des produits semi-finis à mélanger avec le pétrole brut lourd pour faciliter son raffinage.
Le Venezuela cherche à diversifier ses exportations, en particulier vers les Caraïbes, l'Asie et l'Europe :
- l'Inde et la Chine sont les destinations qui croissent le plus rapidement : en 2014, 300 kbbl/j vers l'Inde et 218 kbbl/j vers la Chine ;
- les Caraïbes étaient auparavant le groupe de pays le plus important dans cette diversification, avec près du tiers des exportations : une alliance avec 19 pays des Caraïbes, dénommée Petrocaribe, a été créée en juin 2005, leur permettant d'acheter le pétrole vénézuélien à des conditions de paiement préférentielles (prix inférieurs au marché, financement à long terme).

## Consommation d'énergie primaire

Consommation d'énergie primaire, 1965 - 2024, Our World in Data

Selon l'Energy Institute, la consommation d'énergie primaire du Venezuela atteint 2,53 EJ en 2023, en hausse de 8,1 % par rapport à 2022, mais en recul de 32 % depuis 2013. Sa part dans la consommation mondiale est de 0,4 %. Elle se répartit en 76 % de combustibles fossiles (gaz naturel : 42 %, pétrole : 33 %, charbon : 0,4 %) et 24 % d'énergies renouvelables (hydroélectricité). Sa consommation par habitant est de 87,8 GJ, supérieure de 14 % à la moyenne mondiale et de 37 % à celle du Brésil, mais inférieure de 34 % à celle de la France et de 68 % à celle des États-Unis. Les conventions de l'Energy Institute diffèrent sensiblement de celles de l'AIE.
La consommation intérieure d'énergie primaire du Venezuela était en 2021 de 1 283 PJ, répartis en 81 % de combustibles fossiles (gaz naturel : 41 %, pétrole : 40 %, charbon : 0,2 %) et 19 % d'énergies renouvelables (hydroélectricité : 18 %, biomasse et déchets : 1,0 %, éolien et solaire : 0,03 %).

## Consommation d'énergie finale
La répartition de la consommation d'énergie finale du Venezuela (après raffinage ou transformation en électricité et transport), soit 503 PJ en 2021, était la suivante : produits pétroliers : 41 % ; gaz naturel : 18 % ; charbon : 0,4 % ; électricité : 39 % ; biomasse et déchets : 2,4 %, et sa répartition par secteur de consommation : industrie : 31 % ; transport : 31 % ; résidentiel : 23 % ; tertiaire : 14 % ; agriculture : 0,3 % ; usages non énergétiques (chimie) : 0,9 %. Depuis 1990, la consommation d'énergie finale a reculé de 54 %, en particulier celle de l'industrie : -68 % ; par contre, celle du tertiaire a augmenté de 33 %.

### Consommation de pétrole
En 2023, le Venezuela a consommé 396 kb/j (milliers de barils par jour), soit 0,84 EJ, en hausse de 30,6 % par rapport à 2022, mais en recul de 52 % par rapport au pic de 2013. Il représente seulement 0,4 % de la consommation mondiale. Le Venezuela consomme 46 % de sa production.
Alors que le Venezuela dépend des revenus de ses exportations de pétrole, il subventionne lourdement l'essence, facturant seulement 0,01 $/l (dollar par litre) d'essence depuis 18 ans, ce qui a créé un marché noir de produits pétroliers dans les pays voisins. PDVSA estime que 30 000 bbl/j (barils par jour) d'essence sont exportés illégalement vers la Colombie.
Le président Nicolas Maduro a décidé de multiplier par soixante le prix de l'essence à partir du 19 février 2016 ; mais ce prix était tellement subventionné que, même après cette augmentation, il demeure moins cher que l'eau, et le moins cher au monde : faire le plein d'une petite voiture coûte désormais environ la moitié du prix d’une cannette de boisson gazeuse.

### Consommation de gaz naturel
En 2023, le Venezuela a consommé 29,7 Gm3 de gaz naturel, soit 1,07 EJ (exajoules), en recul de 23 % par rapport au pic de 2017. Il représente 0,7 % de la consommation mondiale. Il consomme la totalité de sa production.

## Secteur électrique

### Production d'électricité
Selon les estimations de l'Energy Institute, le Venezuela a produit 85,8 TWh d'électricité en 2023, en recul de 35 % par rapport au pic de 132,6 TWh atteint en 2013. Sa production des énergies renouvelables est estimée à 65,6 TWh (hydroélectricité), soit 76,5 % du total.
En 2021, la production d'électricité (82,56 TWh) provenait en majorité de l'énergie hydraulique (65,67 TWh, soit 79,5 %), suivie du gaz (11,78 TWh ; 14,3 %) et du pétrole (5,01 TWh ; 6,1 %). Elle a progressé de 39,2 % depuis 1990 ; l'hydroélectricité a progressé de 78 %, le gaz a reculé de 24 % et le pétrole de 27 %.
La capacité du parc de production est à 62 % hydroélectrique et à 35 % thermique fossile, les 3 % restants étant des groupes diesels approvisionnant les zones isolées.
En 2012, le Venezuela disposait de plus de 26 GW de puissance installée et avait produit 123 TWh d'électricité en 2013, à 65 % hydroélectrique ; de 2003 à 2012, la consommation d'électricité a progressé de 49 % alors que la puissance installée n'a augmenté que de 28 %, laissant le réseau national en situation de plus en plus tendue ; une sécheresse sévère en 2009-2010 a conduit le président Chavez à déclarer un « état d'urgence électrique » et à imposer des réglementations de réduction de la demande.

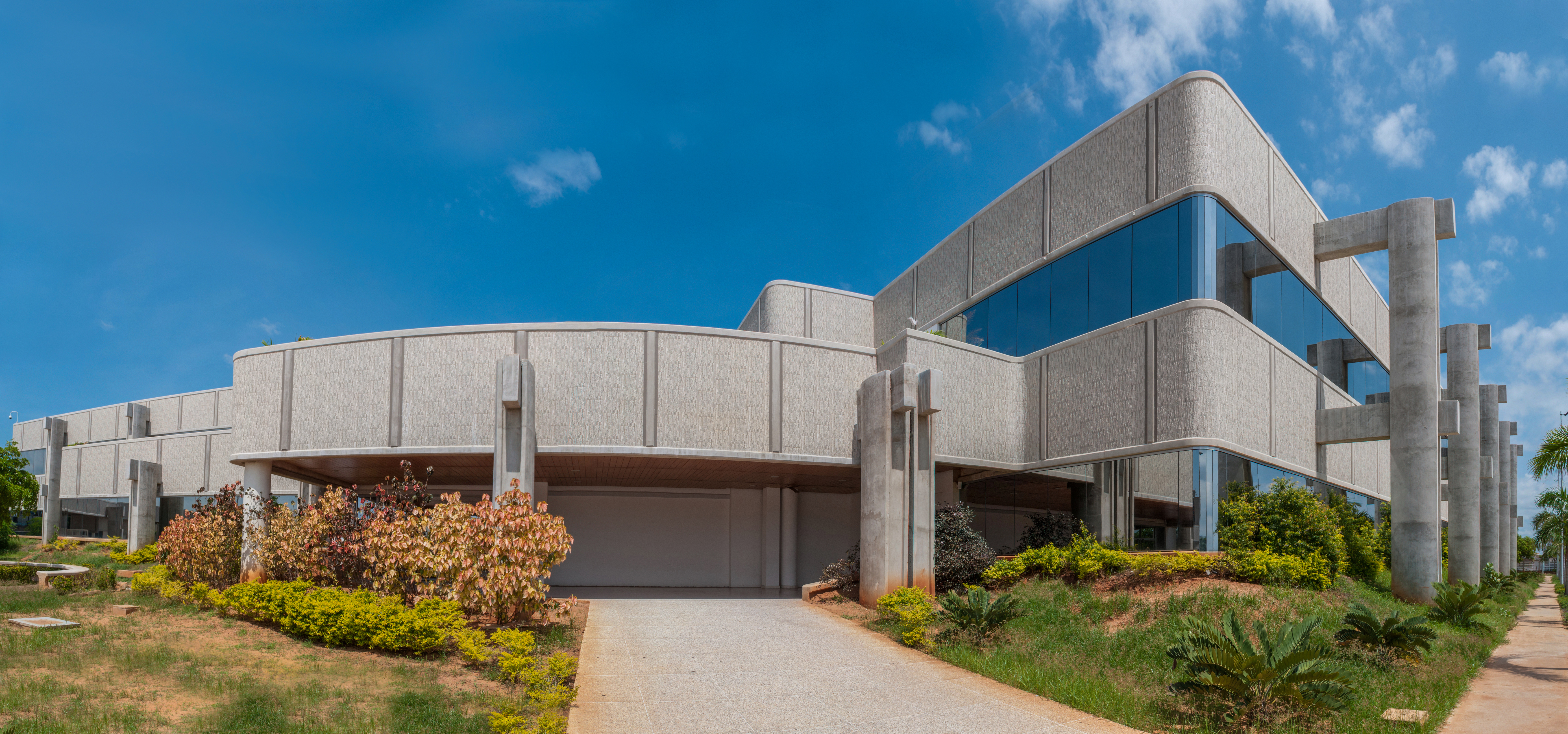
Immeuble administratif de Corpoelec à Maracaibo.

L'État contrôle le secteur électrique à travers la Corporación Eléctrica Nacional (Corpoelec), compagnie holding d'état créée en 2007 pour consolider ce contrôle ; elle est responsable de l'ensemble de la chaîne de valeur électrique et contrôle toutes les entreprises électriques importantes, dont Electrificación del Caroní (EDELCA), qui produit environ 70 % de l'électricité du pays, Energía Eléctrica de Venezuela (ENELVEN) qui distribue l'électricité dans l'état de Zulia, Compañía Anónima de Administración y Fomento Eléctrico (CADAFE), principal distributeur du pays, et Electricidad de Caracas, qui distribue l'électricité dans l'agglomération de Caracas et exploite deux centrales thermiques.

#### Centrales thermiques fossiles

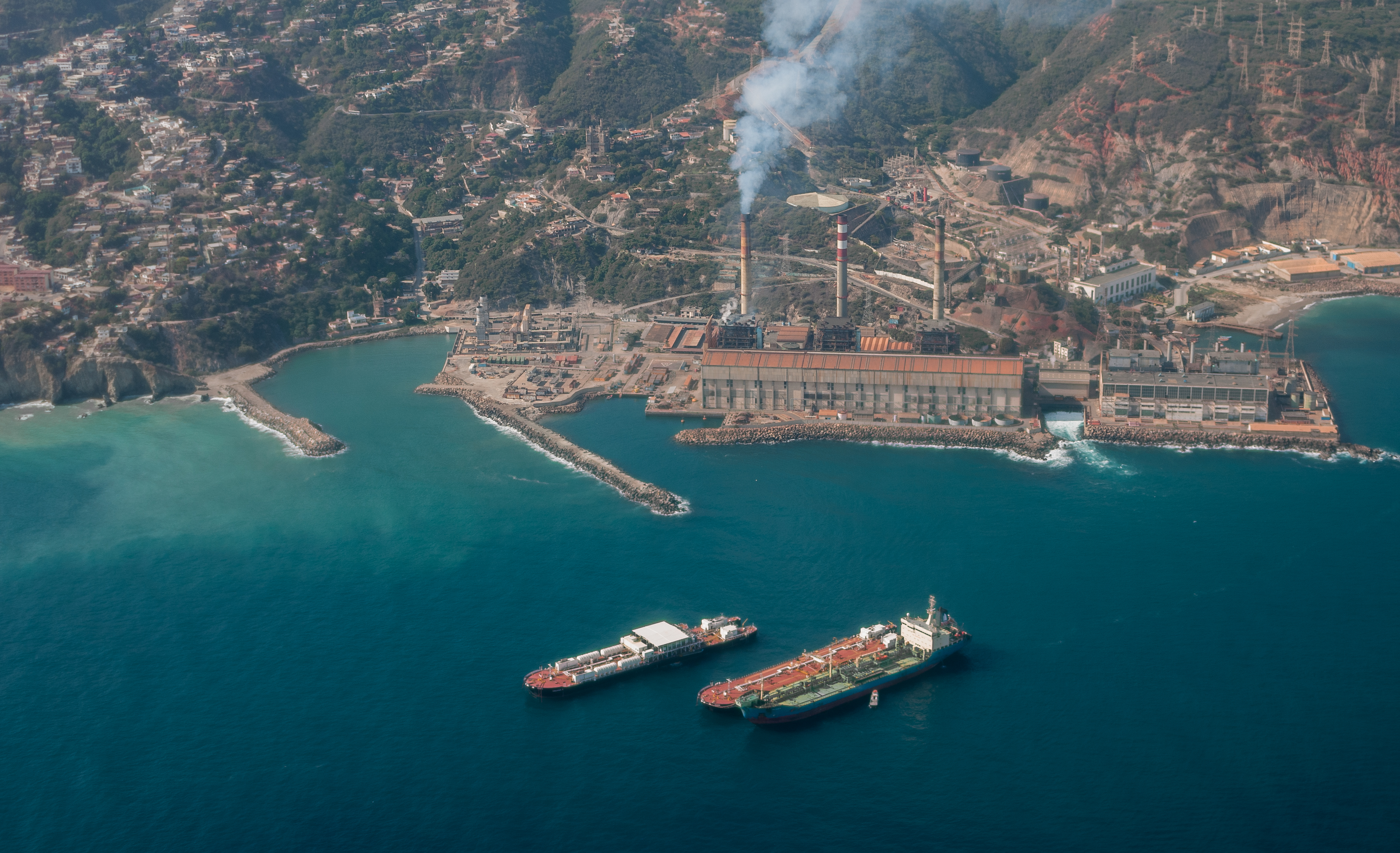
Centrale “Ricardo Zuloaga” à Tacoa dans l'état de La Guaira (mai 2013).

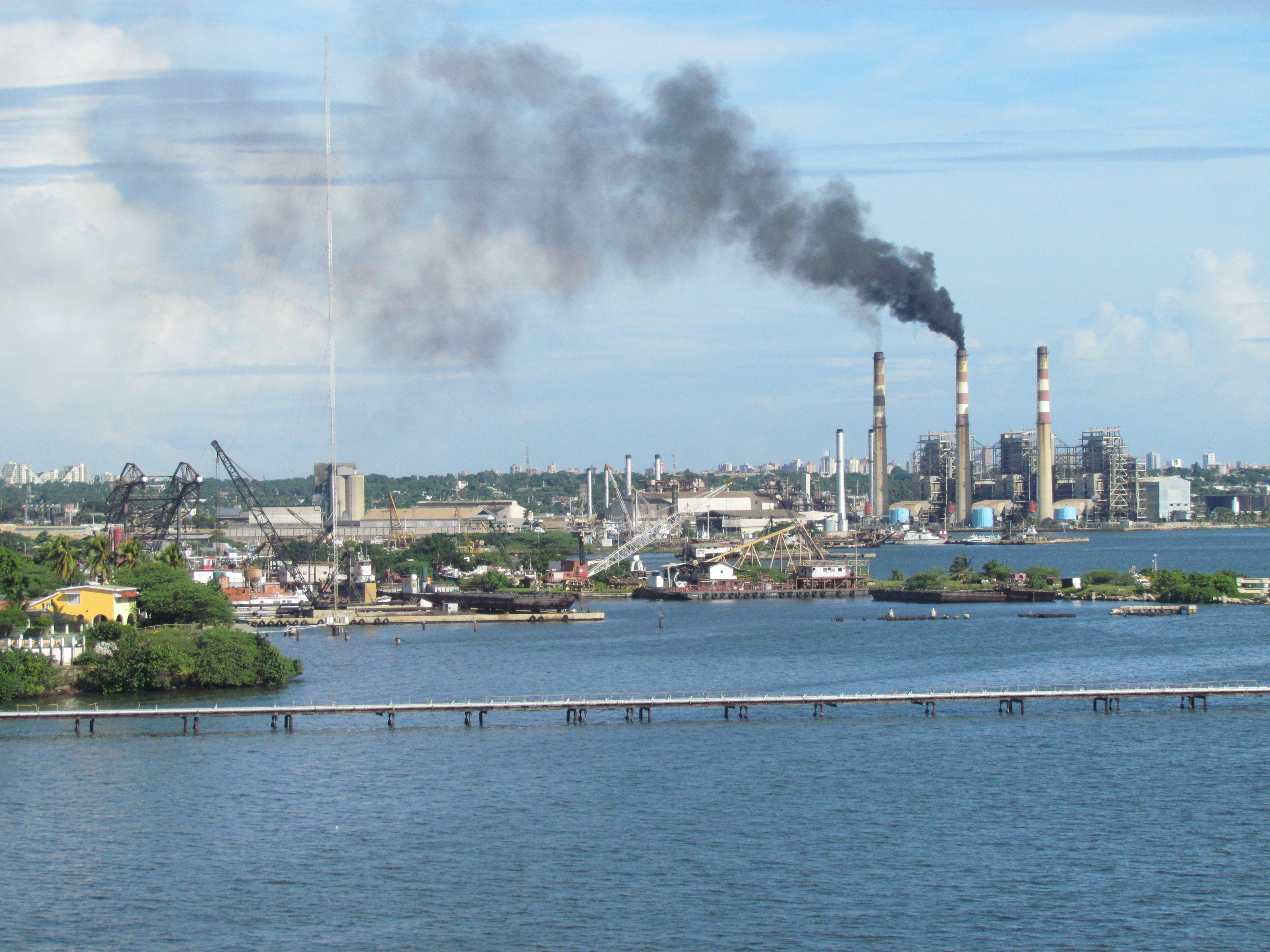
Centrale thermoélectrique à Maracaibo.

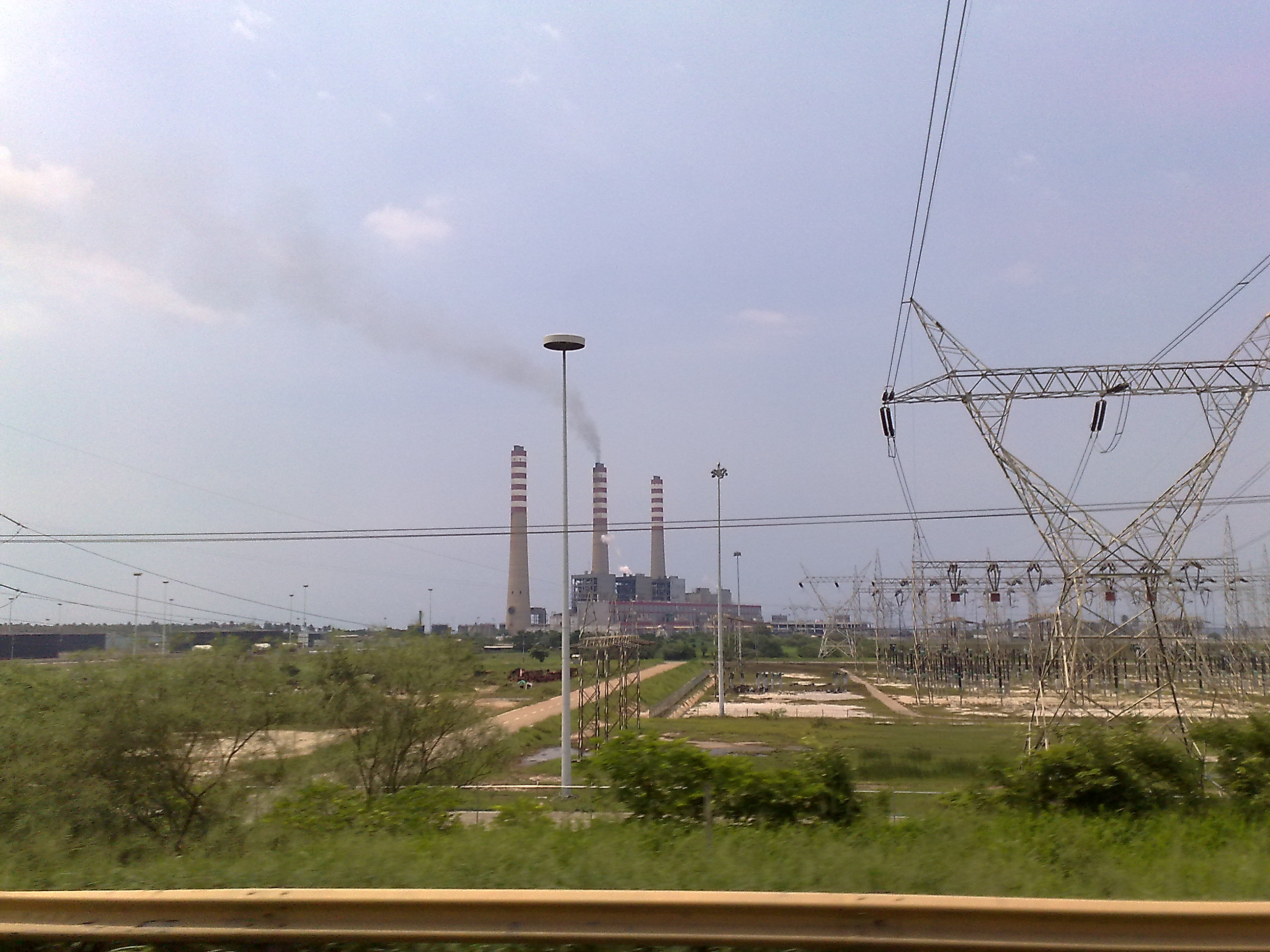
Centrale « Planta Centro » dans l'état de Carabobo.

Les combustibles fossiles assuraient 20,4 % de la production d'électricité du Venezuela en 2021 : gaz naturel 14,3 %, pétrole 6,1 %.
La puissance installée en centrales thermiques s'est accrue au cours des années 2000 afin de limiter la dépendance à l'égard de l'hydroélectricité dont la production varie fortement en fonction des précipitations et d'accroître l'utilisation des hydrocarbures nationaux ; environ la moitié fonctionne au gaz, le reste au fioul et au diesel.
Corpoelec donne une liste de centrales thermiques :
- Josefa Camejo (Falcón)
- Complexe thermoélectrique General Rafael Urdaneta (Termozulia I y II) (Zulia)
- Argimiro Gabaldón (Lara)
- Planta Centro (Carabobo)

et évalue à 2 116 MW la puissance installée additionnelle inaugurée en 2010 ; pour 2011, sont prévues trois centrales mobiles, la réhabilitation des groupes de la centrale Centro (Carabobo) et deux centrales flottantes pour Caracas ;
sept centrales en construction sont mentionnées, dont :
- Antonio José de Sucre (Sucre)
- Termocentro (Miranda)

À la fin de 2008, 79 % des centrales avaient plus de 20 ans et 30 % étaient indisponibles ; sur la puissance installée de 9 051 MW, seulement 3 800 MW était en fonctionnement ; la centrale « Planta Centro » dans l'état de Carabobo avait une puissance de 2 000 MW (cinq groupes de 400 MW), mais au début de 2010 un seul groupe était en état de fondtionnement, et produisait seulement 250 MW(Crisis energética de Venezuela de 2009-2013 (es)).

#### Nucléaire
Le Venezuela n'a pas de centrale nucléaire, mais a mené un programme nucléaire de recherches dans les années 1970, avec l'aide des États-Unis, qui lui ont fourni de l'uranium enrichi afin d'alimenter le réacteur de recherche RV-1, situé à l'Institut vénézuélien de la recherche scientifique. Depuis, des coopérations ont été tentées avec le Brésil, puis plus récemment avec l'Argentine et la Russie.

#### Hydroélectricité
Selon l'Energy Institute, la production hydroélectrique du Venezuela s'est élevée à 65,6 TWh en 2023, en recul de 20 % par rapport au pic de 81,5 TWh de 2013 ; elle représente 1,5 % de la production hydroélectrique mondiale, au 11e rang mondial, loin derrière la Chine (28,9 %), le Brésil (10,1 %), le Canada (8,6 %) et les États-Unis (5,6 %) et 8,7 % de celle de l'Amérique du sud et centrale, au deuxième rang derrière le Brésil (428,7 TWh). Elle représente 76,5 % de la production d'électricité du pays.
Selon l'Association internationale de l'hydroélectricité (IHA), elle était de 69 TWh en 2023, soit 1,6 % de la production mondiale. La puissance installée des centrales hydroélectriques du Venezuela atteignait 17 042 MW fin 2023, au 15e rang mondial avec 1,2 % du total mondial, loin derrière la Chine (4 215 400 MW), le Brésil (109 896 MW) et les États-Unis (102 120 MW). En février 2024, le complexe hydroélectrique General José Antonio Páez a été réactivé après 4 mois de réparations, avec deux turbines (120 MW) en état de marche ; deux autres turbines devaient être remises en service en avril.
La production hydroélectrique du Venezuela s'est élevée à 65,7 TWh en 2021, soit 79,5 % de la production d'électricité du pays, en progression de 78 % par rapport à 1990. En 2019, elle était de 49,6 TWh (58 %). De 2008 à 2019, elle a chuté de 43 %.
L'Amérique du sud a subi un épisode de La Niña faible au cours de l'été 2017-2018, causant une sécheresse sévère de l'Argentine au Venezuela, qui a dû rationner l'électricité. 
L'essentiel de la production hydroélectrique du Venezuela provient de quatre centrales de grande taille échelonnées en cascade sur le cours de la rivière Caroní, affluent de l'Orénoque, dans l'état de Bolívar au sud-est du pays :
- La centrale hydro-électrique Simón Bolívar de Guri, construite de 1963 à 1986 dans l'État de Bolívar sur la rivière Caroní, environ 100 km en amont de la confluence avec l'Orénoque, a une puissance de 10 300 Mégawatts[12] et produit annuellement en moyenne 46 TWh par an[13], soit près de 40 % de la production nationale d'électricité ; elle figure au 3e rang de la liste des barrages hydroélectriques les plus importants au monde. Le niveau d'eau du barrage a baissé à des minima historiques durant la sécheresse de 2009-2010, réduisant sa capacité à 5 000 MW[14] et forçant le pays à organiser des coupures tournantes, réduire la production industrielle et taxer les gros utilisateurs pour consommation excessive[U 10],[15].
- La centrale de Macagua (barrage Antonio José de Sucre), construite en deux étapes de 1956 à 1961 (Macagua I : 370 MW), puis de ? à 1997 (Macagua 2 et 3 : 2 540 MW)[11], en aval du barrage de Caruachi près de la confluence avec l'Orénoque et de la ville de Ciudad Guayana, a selon les sources une puissance de 2 400 MW[16] à 3 152 MW[11]. Les six turbines et générateurs de Macagua I sont en cours de réhabilitation, afin de porter leur puissance unitaire de 64 à 79,5 MW[17].
- La centrale de Caruachi, construite de 2000 à 2006  à 59 km en aval du Barrage de Guri, a une puissance de 2 160 MW et peut produire 12 TWh/an[18].
- La centrale Manuel Pilar de Tocoma, dernier ouvrage de l'aménagement hydroélectrique du fleuve Caroní, est en construction en aval du Barrage de Guri, avec une puissance de 2 160 MW et une production estimée de 12 TWh/an; sa mise en service est prévue pour 2014[19].

Aménagement du Caroní
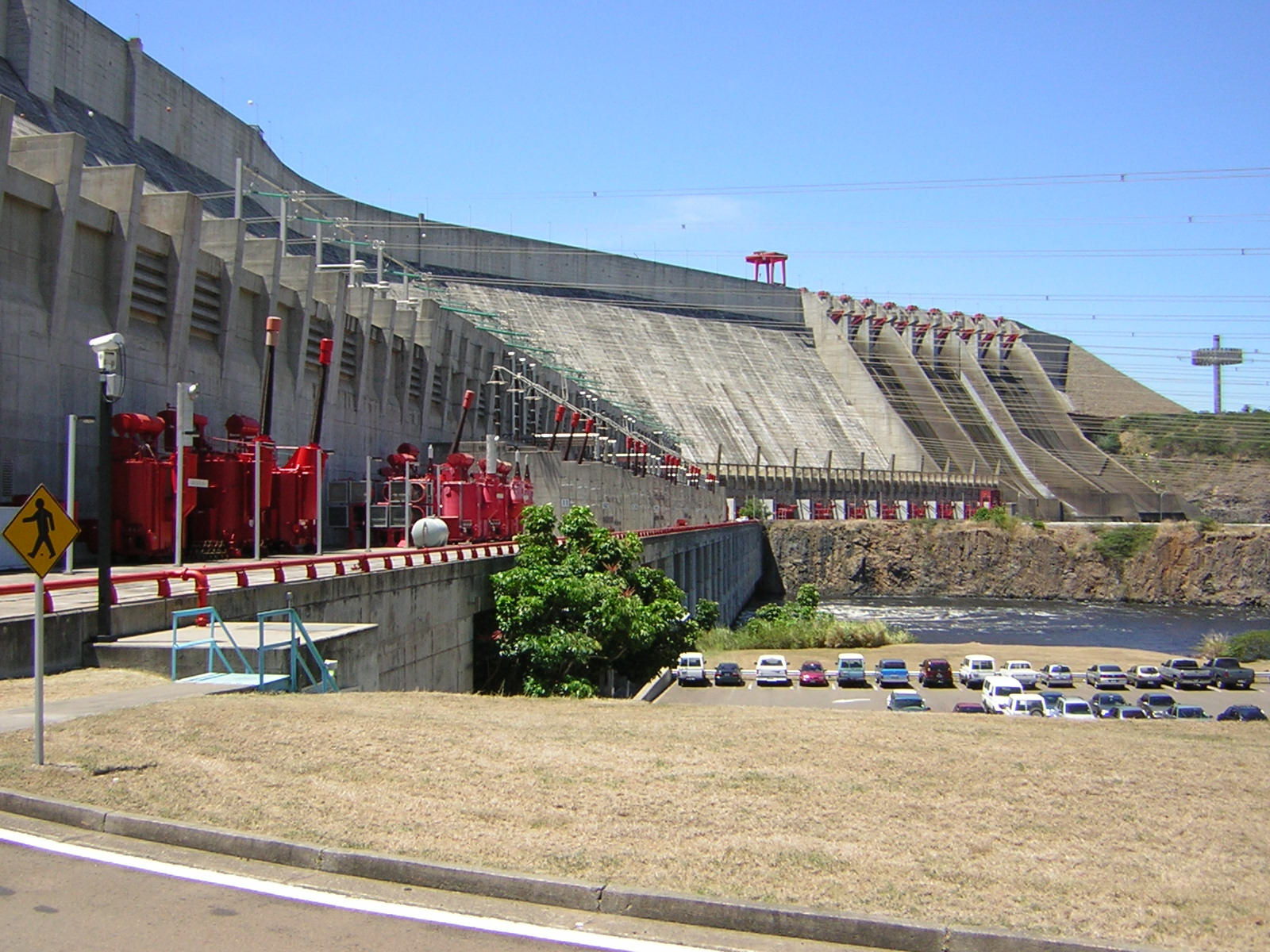
Barrage de Guri
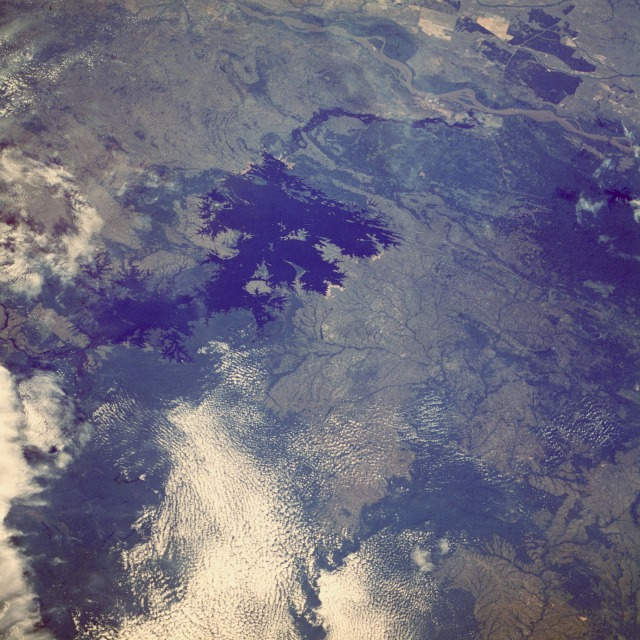
Réservoir de Guri
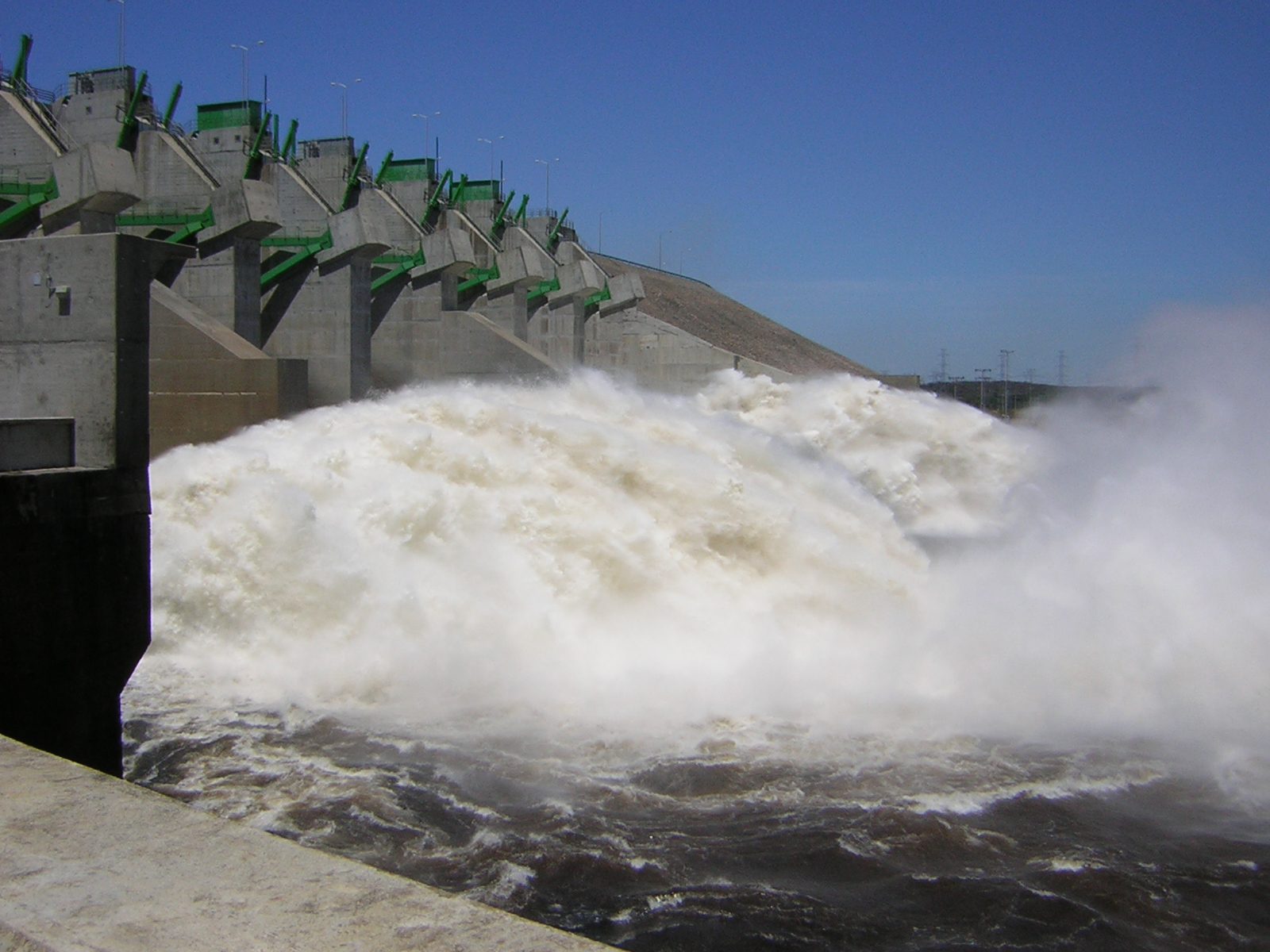
Barrage de Caruachi

### Transport et distribution d'électricité
Corpoelec possède la majeure part du réseau haute tension : 18 000 km de lignes en 400, 230 et 115 kilovolts, et un réseau de distribution de 88 000 km.
En mars 2019, une panne d’électricité conduit à la paralysie générale du pays, les sympathisants et opposants au régime de Nicolás Maduro se rejetant la responsabilité de la situation.

### Consommation d'électricité
La consommation finale d'électricité (après déduction des consommations de l'industrie électrique elle-même et des pertes en ligne) était en 2021 de 54,3 TWh, dont 31 % dans l'industrie, 36 % dans le secteur résidentiel, 32 % dans le secteur tertiaire et 0,7 % dans l'agriculture. Depuis 1990, elle a progressé de 21 %. Le taux de pertes en lignes est anormalement élevé : 31 %.
La consommation élevée de l'industrie s'explique par la présence d'usines sidérurgiques (Siderúrgica del Orinoco) et de raffineries d'aluminium  (Corporación Venezolana de Guayana) à Ciudad Guayana près des centrales hydroélectriques du Caroni (voir Ciudad Guayana).

## Impact environnemental

### Émissions de gaz à effet de serre
Les émissions de gaz à effet de serre (GES) dues à la combustion au Venezuela s'élevaient en 2022 à 64,4 Mt d'équivalent CO2, en baisse de 32 % par rapport à 1990.
Les émissions de CO2 dues à la combustion par habitant étaient en 2022 de 2,25 t, inférieures de 48 % à la moyenne mondiale : 4,29 t, de 46 % à celle de la France : 4,13 t, de 65 % à la moyenne des Amériques : 6,40 t et de 84 % à celle des États-Unis : 13,81 t.
Voici l'évolution de ces émissions liées à l'énergie, comparée à celle de l'Union européenne :
|                                             | 1971 | 1990 | 2022 | var. 2022/1971 | var. 2022/1990 | var.UE27 2022/1990 |
| Émissions GES (Mt CO2)                      | 46,5 | 94,8 | 64,4 | +38 %          | -32 %          | -27 %              |
| Émissions CO2/habitant (t CO2)              | 3,92 | 4,74 | 2,25 | -43 %          | -53 %          | -32 %              |
| Source : Agence internationale de l'énergie |      |      |      |                |                |                    |

| Combustible                                 | 1971 Mt CO2 | 1990 Mt CO2 | 2022 Mt CO2 | %     | var. 2022/1990 | var. UE27 2022/1990 |
| ------------------------------------------- | ----------- | ----------- | ----------- | ----- | -------------- | ------------------- |
| Charbon                                     | 0,6         | 1,9         | 0,2         | 0,3 % | -89 %          | -58 %               |
| Pétrole                                     | 28,8        | 55,0        | 28,5        | 44 %  | -48 %          | -19 %               |
| Gaz naturel                                 | 16,9        | 37,6        | 35,4        | 55 %  | -6 %           | +26 %               |
| Total                                       | 46,5        | 94,8        | 64,4        | 100 % | -32 %          | -27 %               |
| Source : Agence internationale de l'énergie |             |             |             |       |                |                     |

L'exploitation des sables bitumineux de l'Orénoque et leur conversion en syncrude est très consommatrice d'énergie ; de ce fait, par unité de production, les émissions de GES attribuables à l’exploitation et à la valorisation des sables bitumineux sont environ cinq fois plus élevées que celles de la production de pétrole brut léger/moyen classique (Environnement Canada, 2006).
En retirant la végétation pour atteindre les couches inférieures, l'extraction minière des sables bitumineux a un impact important sur les écosystèmes. Elle dégage des agents polluants, tels que le méthane dont l’effet de serre est 20 fois plus puissant que le CO2 et l’anhydride sulfureux, qui est responsable, même en des quantités très faibles, de l’acidification des lacs et des forêts. Globalement, l'extraction d'un baril de pétrole des sables bitumineux de l'Alberta génère plus de 190 kg de gaz à effet de serre (GES), 3 fois plus que la production d’un baril de pétrole classique ; l'extraction des sables bitumineux de l'Orénoque pose les mêmes problèmes.
Vingt et un prix Nobel ont envoyé le 3 octobre 2013 une lettre au président de la Commission européenne José Manuel Barroso pour l'exhorter à soutenir la directive sur la qualité des carburants en cours de négociations avec les États membres et le Parlement européen depuis 2011. Ce texte vise à réduire les émissions de CO2 de la production de carburants de transport de 6% d'ici 2020 et prévoit, pour limiter l'utilisation des carburants les plus néfastes pour l'environnement, de prendre en compte les émissions de gaz à effet de serre liées à la production des carburants et d'attribuer des valeurs plus élevées au pétrole issu des sables bitumineux.

### Autres atteintes à l'environnement

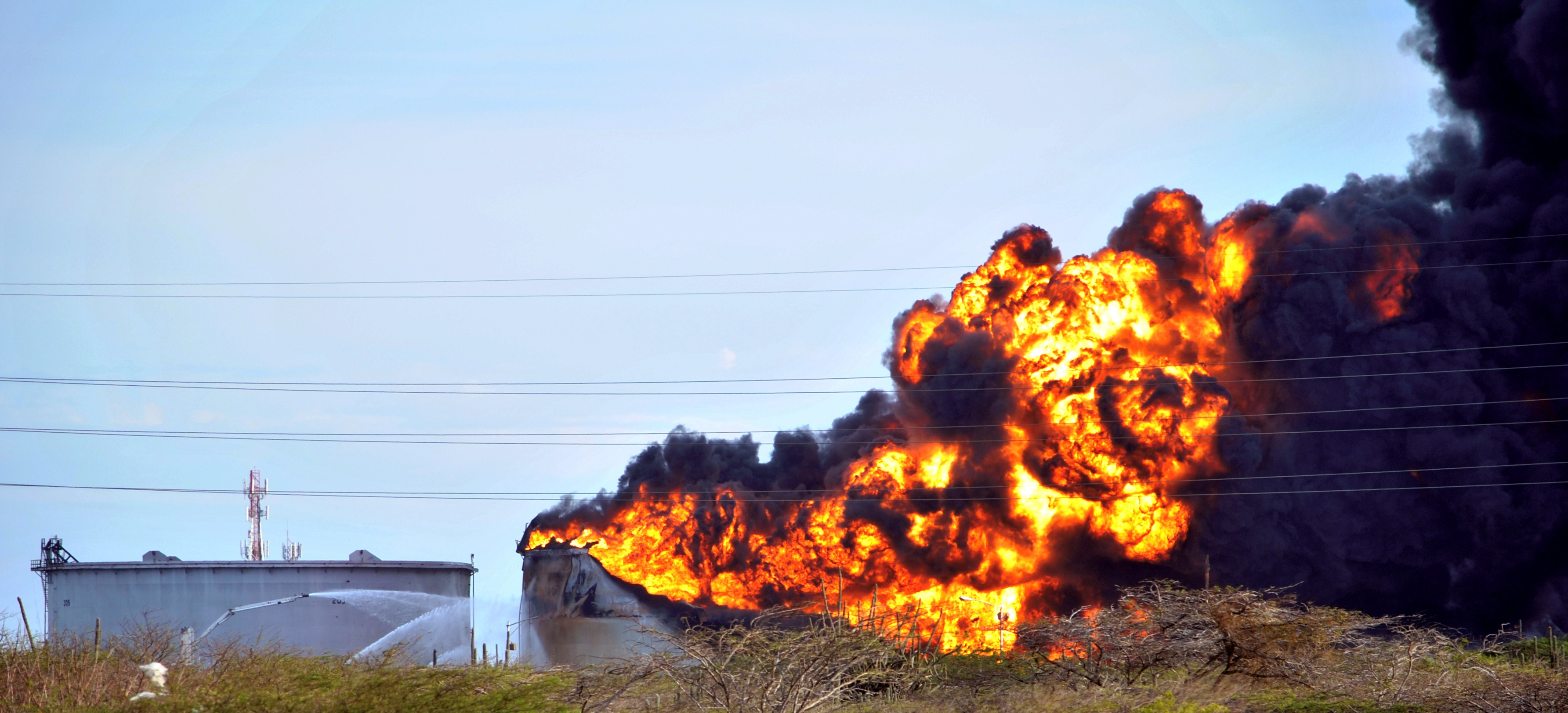
Réservoir de pétrole en feu à Amuay le 27 août 2012.

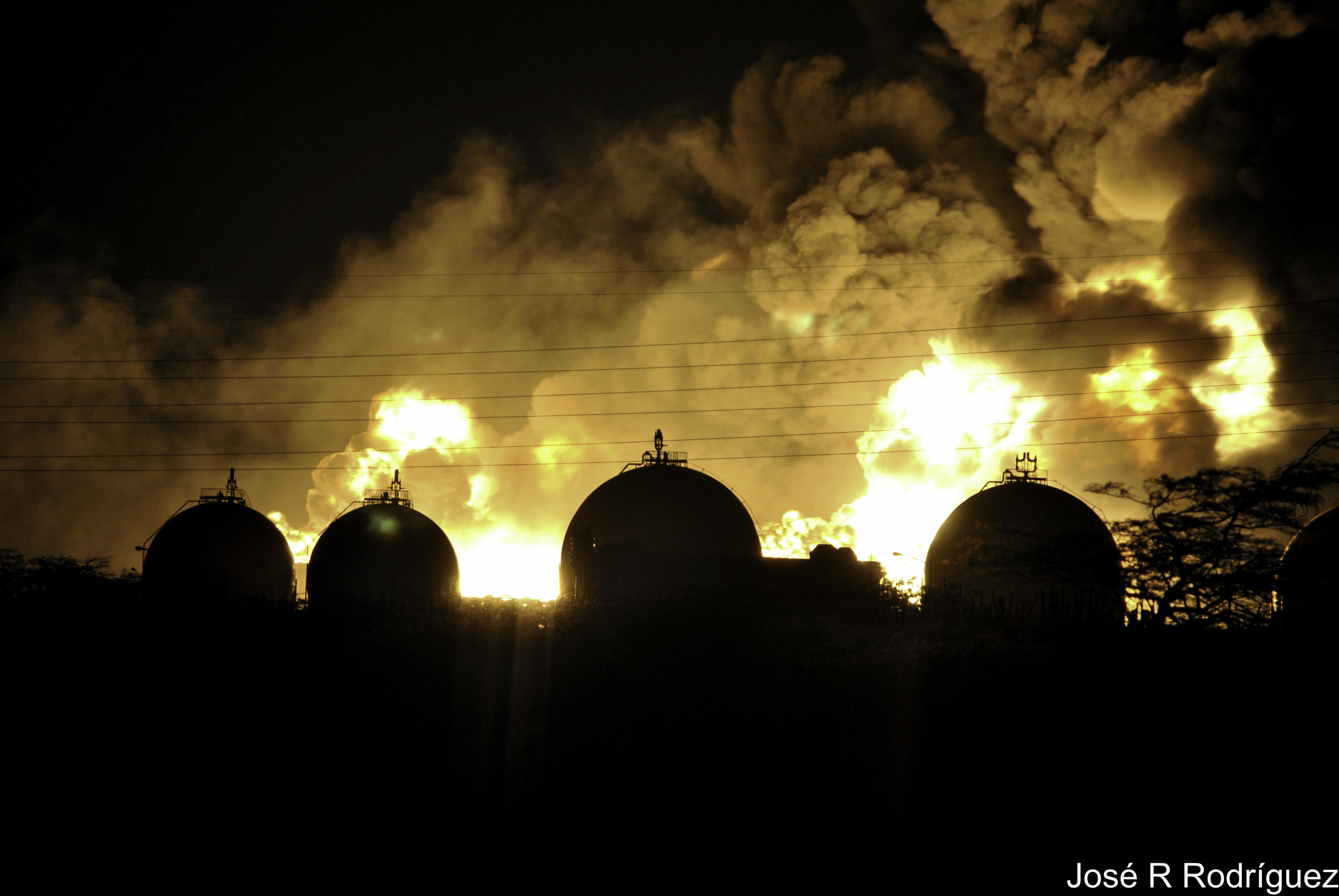
Réservoirs de gaz de la raffinerie d'Amuay lors de l'incendie du 26 août 2012.

Les raffineries du Venezuela ont connu plusieurs accidents, le plus grave étant celui du 25 août 2012 : une explosion dans la raffinerie d'Amuay a tué 48 personnes et blessé 151 autres.
L'incendie de Tacoa (19/12/1982) est considéré au Venezuela comme la pire tragédie jamais vécue par le pays (hormis la tragédie de Vargas du 15 décembre 1999 causée par des pluies torrentielles) : un incendie fut déclenché par une fausse manœuvre lors du déchargement d'un tanker de 16 000 litres de fioul à l'appontement de la centrale électrique « Ricardo Zuloaga » de la compagnie Électricité de Caracas, à Tacoa dans l'État de La Guaira ; le feu se communiqua à un réservoir, puis à un deuxième, causant plus de 160 morts parmi les pompiers, les policiers et le personnel de la centrale.
L'extraction minière des sables bitumineux a un impact important sur les écosystèmes car elle implique l'enlèvement de la végétation et de la couche superficielle pour atteindre les couches inférieures ; elle dégage des agents polluants, tels que le méthane et l’anhydride sulfureux, qui est responsable, même en des quantités très faibles, de l’acidification des lacs et des forêts. L’extraction à l’eau chaude du bitume dans le bassin de l'Orénoque pose également la question de la bonne gestion des résidus et des eaux usées. En effet, l’eau usée consécutive de l’extraction minière est un mélange toxique qui est rejeté dans d’immenses bassins de décantation. La grande quantité d’eau requise pour le procédé à l’eau chaude (2 à 5 barils d’eau douce pour produire un baril de pétrole) est puisée dans les grands cours d’eau, entraînant un assèchement des sols et une baisse de la nappe phréatique.
Les mouvements de défense de l'environnement combattent l'exploitation des sables bitumineux.